# Levan Patsatsia
Pour les articles homonymes, voir Patsatsia.
Levan Patsatsia (en géorgien : ლევან ფაცაცია), né le 24 septembre 1988, à Tbilissi, en Géorgie, est un joueur géorgien de basket-ball. Il évolue au poste d'ailier.